# Hildoceras
Hildoceras Hyatt, 1876 è un genere di molluschi cefalopodi estinto appartenente alle ammoniti. Visse nel Giurassico inferiore (Toarciano medio, 178-175 milioni di anni fa). I suoi fossili sono stati ritrovati in Europa, in Asia Minore, nel Caucaso e in Giappone. Per la tassonomia la sua specie tipo è Ammonites bifrons (Bruguiére), 1789. Il genere Hildoceras appartiene alla sottofamiglia Hildoceratinae insieme a, Hildaites, Orthildaites, Cingolites, Parahildaites, Hildaitoides e Atacamiceras. 

## Descrizione

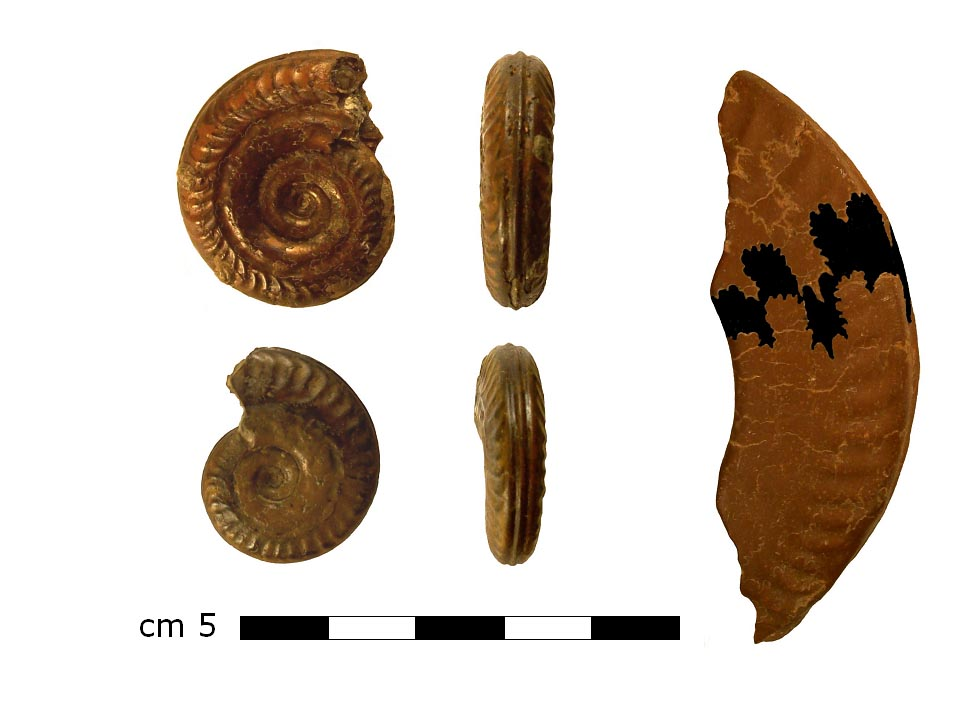
A sinistra: esemplari di Hildoceras appartenenti al gruppo H. bifrons. A destra: frammento di giro di Hildoceras sp. con la sutura evidenziata in colore nero.

Questa ammonite era dotata di una conchiglia da evoluta a moderatamente involuta e compressa lateralmente, facilmente riconoscibile a causa di un solco girale che percorreva il fianco su tutte le spire e divideva ogni giro in due parti ben distinte. Il ventre nella maggior parte delle specie è tricarenato-bisolcato, essendo dotato di una carena molto pronunciata con due solchi laterali gemelli. Il raccordo esterno dei solchi laterali col fianco talora è così acuto da dare origine a due carene secondarie. 
L'ornamentazione dei fianchi era presente quasi esclusivamente nella parte superiore del giro: al di sopra del solco mediano, infatti, erano presenti robuste coste falcoidi proverse, mentre al di sotto del solco le coste erano assenti o appena accennate, sostituite da un'area liscia e leggermente rigonfia, con un bordo ombelicale più o meno inclinato. L'apertura era dotata di un rostro iponomico e di orecchiette laterali, riscontrabili negli esemplari fossili meglio conservati (ad esempio, nelle ammoniti fossili di Holzmaden, in Germania, preservate come impronte in calcari bituminosi e sui modelli interni del "Rosso Ammonitico" umbro-marchigiano). (Venturi e al., 2010)
La linea di sutura(o meglio sutura settale) poco frastagliata con lobi dentellati e spaziati (formula, E L U2 U3 U1 I). Lobo E, esterno, più corto di L; lobo A, accessorio della sella esterna, meno sviluppato di U2; lobo I, interno, stretto,  infilato, o no, nel lobo precedente (vedi figura in scheda sul genere in Venturi e al. 2010) (vedi Venturi a al., 2010).
In generale, il diametro medio delle conchiglie appartenenti a questo genere era inferiore ai dieci centimetri, pur potendo arrivare ad oltre quindici centimetri negli esemplari più longevi.

## Storia evolutiva

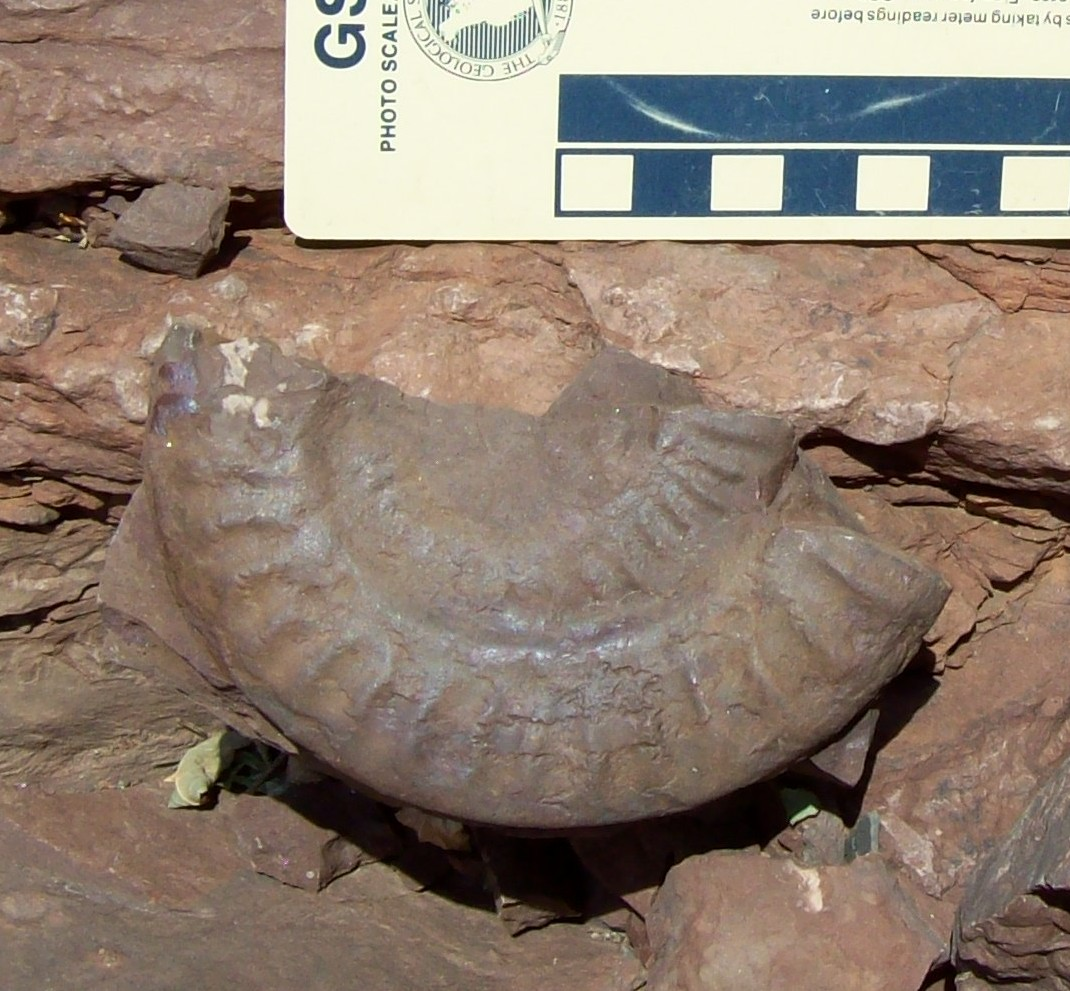
Esemplare di Hildoceras sublevisoni, la specie più antica di questo genere, dal Rosso Ammonitico Lombardo. Questa specie è facilmente riconoscibile anche su esemplari frammentari per i caratteri peculiari e primitivi (coste robuste e rade, solco mediano sul fianco assente). Scala grafica in centimetri.

Il genere Hildoceras si origina verosimilmente alla fine del Toarciano inferiore dal genere Hildaites (molto simile, ma dotato di coste sigmofalcoidi estese su tutto il fianco, senza solco spirale). In Italia infatti sono state trovate varie forme di passaggio tra Hildaites ed Hildoceras nella parte sommitale della zona a Hildaites undicosta, immediatamente al di sotto della zona a Bifrons, che si inquadrano in un nuovo genere inedito; tali ammoniti sono stati trovati durante un campionamento dettagliato nel "Rosso Ammonitico" della vallata del f. Burano (Marche). Vedi sito INTERNET viaggioefossiliappennino.org. La prima comparsa di Hildoceras coincide con prima zona biostratigrafica del Toarciano medio, la zona a bifrons (dalla specie nominale H. bifrons). Tra le forme più primitive di Hildoceras c'è la nota specie H. sublevisoni,  caratterizzata da assenza del solco e coste robuste e rade, che contraddistingue la porzione basale della zona. L'evoluzione del genere diviene rapidamente esplosiva, con la comparsa di varie specie con tutti i caratteri tipici (tra le più indicative: H. lusitanicum, H. tethysi e soprattutto H. apertum); subito sopra compare la specie H. bifrons, che diviene rapidamente dominante nel Nord-Europa, ma che in Italia è rara. 
La storia di questo genere si conclude con H. semipolitum, i cui ultimi rappresentanti (es. in Francia, Lionese)) sono coevi dell'indice zonale della biozona successiva ad Haugia variabilis.
La storia evolutiva del genere Hildoceras, tipico del Toarciano, è stata studiata e descritta dettagliatamente in Italia (Venturi 1975, 1986, Venturi ed al. 2010), in Francia (Gabilly 1976), in Inghilterra (Howarth 1992) con risultati equivalenti. È un esempio di serie concreta fossile, in cui le variazioni dei caratteri confermano le idee di Darwin sull'evoluzione gradualistica non sempre ben accetta. È stata esaminata in Italia (Appennino centrale) con ricchezza di documentazione (vedi Venturi e al. 2010) che spiega la morfologia funzionale, poiché i caratteri che sono cambiati (aumento progressivo dell'avvolgimento e appiattimento conchigliare, aumento del ricoprimento della spira, del numero delle coste, sviluppo del solco spirale e aumento in frastagliatura delle suture settali) suggeriscono una co-variazione per una sempre migliore attitudine ad effettuare scatti rapidi all'indietro a scopo difensivo; la morfologia conchigliare, durante l'evoluzione Hildaites-Hildoceras, fino all'estinzione del gruppo è diventata sempre più idrodinamica, in modo che l'organo propulsivo è diventato sempre più efficiente.

## Distribuzione e habitat
Esclusivo del Toarciano medio, l'Hildoceras è un eccellente fossile guida: i suoi resti si rinvengono in molti giacimenti europei. In Italia è frequente nella formazione Rosso Ammonitico Lombardo (Toarciano-Aaleniano), affiorante in tutta la fascia sud-alpina lombarda, e più saltuariamente in sedimenti bacinali coevi. Si rinviene frequentemente in depositi dello stesso tipo lungo la penisola, segnatamente nel "Rosso Ammonitico" umbro-marchigiano, dove sono state particolarmente studiate le faune toarciane provenienti dal bacino del Metauro e del passo del Furlo, e in Sicilia (famose e studiate dall'inizio del ventesimo secolo le faune provenienti dai dintorni di Taormina).

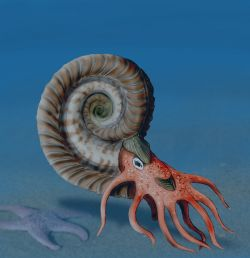
Ricostruzione di Hildoceras

Hildoceras fu una forma di notevole successo, diffusa sia nei domini di mare epicontinentale a clima temperato dell'area europea centro-occidentale (che nel Giurassico inferiore era localizzata a circa 40° di latitudine), sia nel dominio oceanico della Tetide (corrispondente in parte all'Italia attuale), allora in condizioni climatiche tropicali. I margini della Tetide erano caratterizzati da una tettonica di tipo distensivo con l'alternanza di domini di alto strutturale (horst) e bacino (graben). Nelle fasce di paleo-alto si deponevano sedimenti calcarei e calcareo-marnosi condensati in facies di rosso ammonitico, che nel Toarciano medio risultano pieni di fossili di Hildoceras. Si trattava comunque di una forma capace di dispersione oceanica, a differenza di diverse forme contemporanee limitate alla provincia europea o a quella tetidiana (di qui la sua importanza biostratigrafica).
Hildoceras era un predatore di altri ammonoidi: in alcuni esemplari ben conservati è stato possibile individuare probabili resti dell'apparato digerente, il cui contenuto è risultato essere costituito in prevalenza da mandibole, aptici e frammenti conchigliari di altre ammoniti di taglia più ridotta.

## Aspetti storico-culturali
In alcuni casi, in particolare in Inghilterra, i fossili di queste ammoniti rinvenuti in epoca medievale venivano scolpiti con nella parte finale con teste di serpente, così da farli assomigliare a serpenti pietrificati. La credenza popolare, infatti, riteneva che le ammoniti fossero serpenti trasformati in pietra da santa Ilda, la patrona locale del paese di Whitby (da qui il nome Hildoceras, che significa “corno di Hilda”). Lo stesso tipo di lavorazione è stato effettuato su altre ammoniti inglesi, come Dactylioceras. 
La specie più nota è Hildoceras bifrons.